# Andréi Xepkin
Andréi Shchepkin (Zaporiyia (Ucrania), 1 de mayo de 1965), también escrito como Andrei Xepkin, es un exjugador ucraniano-español profesional de balonmano. Desde septiembre de 2023 es el director de La Masía.

## Trayectoria vital
Durante siete temporadas militó entre las filas del conjunto ucraniano, antes de dar su salto a la Liga Asobal en 1991. El Maristas de Málaga fue el primer conjunto español con el que Xepkin jugó. La siguiente temporada cambió de equipo, el Avidesa Alzira. Ya en 1993 fichó por el FC Barcelona, al cual estuvo dedicado 12 años y con el que lo ganó prácticamente todo. En 1997, obtuvo la nacionalidad española lo que le permitió jugar en la selección española. En 2007, Xepkin entró a formar parte de las filas del THW Kiel, equipo con el que ganó su última Copa de Europa y la Liga alemana.
Actualmente es entrenador.

## Equipos como jugador
- ZII Zaporoshe (-1991)
- Puleva Maristas (1991-1992)
- Avidesa Alzira (1992-1993)
- FC Barcelona (1993-2005)
- THW Kiel (marzo de 2007-junio de 2007)
- FC Barcelona (principios de la temporada 2007-2008)

## Equipos como entrenador
- Handbol Sant Llorenç de Sant Feliu de Llobregat (equipo senior 2008-2009)
- FC Barcelona (categorías Inferiores 2009 -
- Handbol Sant Llorenç de Sant Feliu de Llobregat
- Handbol Sant Cugat

## Palmarés
- Campeón de la Liga ASOBAL 95-96, 96-97, 97-98, 98-99 ,99-00, 04-05
- Campeón de la Copa del Rey de Balonmano 93-94, 96-97, 97-98, 99-00, 02-03
- Campeón de la Copa Asobal 94-95, 95-96, 99-00, 00-01, 01-02
- Campeón de la Supercopa 93-94, 96-97, 97-98, 98-99

- Campeón de la Copa de Europa de Balonmano 95-96, 96-97, 97-98, 98-99 ,99-00 ,06-07
- Campeón de la Recopa Europea 93-94, 94-95
- Campeón de la Supercopa Europea 96-97, 97-98, 98-99, 99-00, 03-04
- Campeón de la Copa EHF 02-03
- Campeón de la Bundesliga 06-07

- Subcampeón en el Campeonato del Mundo de 1990 con la URSS.
- Subcampeón en el Campeonato de Europa de Italia 1998 con España.
- Bronce en el Campeonato de Europa de Croacia 2000 con España.
- Bronce en los Juegos Olímpicos de Sídney 2000 con España.